# Phungszo
Phungszo (hangul: 풍서군, Phungszo-kun, handzsa: 豊西郡, RR: P'ungsŏ-kun, ’hegyrengetegtől nyugatra’) megye Észak-Koreában, Rjanggang (Ryanggang) tartományban.
Délkeleti szomszédját, Kim Hjonggvon (Kim Hyŏng-gwon) megyét 1990 előtt Phungszan (P'ungsan-)nak („rengeteg hegy”) hívták. Neve máig ezt őrzi.

## Földrajza
Északról Szamszu (Samsu) és Kapszan (Kapsan) megyék, délről és délkeletről Kim Hjonggvon (Kim Hyŏng-gwon) megye, nyugatról Dél-Hamgjong (Hamgyŏng) tartomány Pudzson (Pujŏn) megyéje, keletről Hocshon (Hŏch'ŏn) megyéje határolja.
Legmagasabb pontja a 2521 méter magas Pukszubekszan (북수백산; 北水白山, Puksubaeksan).

## Közigazgatása
1 községből (up (ŭp)) 17 faluból (ri (ri)) és 3 munkásnegyedből (rodongdzsagu (rodongjagu)) áll:
| - Phungszo-up (풍서읍; 豊西邑, P'ungsŏ-ŭp) - Kvanhung-ri (관흥리; 館興里, Kwanhŭng-ri) - Kübok-ri (귀복리; 貴福里, Kwibok-ri) - Nepho-ri (내포리; 內浦里, Naep'o-ri) - Rohung-ri (로흥리; 櫓興里, Rohŭng-ri) - Rjongmun-ri (룡문리; 龍門里, Ryongmun-ri) - Rimszo-ri (림서리; 林西里, Rimsŏ-ri) - Muha-ri (무하리; 舞下里, Muha-ri) - Mundzso-ri (문조리; 文藻里, Munjo-ri) - Szang-ri (상리; 上里, Sang-ri) - Szogu-ri (석우리; 石隅里, Sŏgu-ri) | - Soksin-ri (속신리; 俗新里, Soksin-ri) - Sindok-ri (신덕리; 新德里, Sindŏk-ri) - Sinmjong-ri (신명리; 新明里, Sinmyŏng-ri) - Sincshang-ri (신창리; 新昌里, Sinch'ang-ri) - Upho-ri (우포리; 隅浦里, Up'o-ri) - Juszangha-ri (유상하리; 楡上下里, Yusangha-ri) - Höun-ri (회은리; 會隱里, Hoiŭn-ri) - Szocshang-rodongdzsagu (서창로동자구; 西倉勞動者區, Sŏch'ang-rodongjagu) - Jakszu-rodongdzsagu (약수로동자구; 藥水勞動者區, Yaksu-rodongjagu) - Happho-rodongdzsagu (합포로동자구; 合浦勞動者區, Happ'o-rodongjagu) |

## Gazdaság
Phungszo (P'ungsŏ) megye gazdasága erdőgazdálkodásból és könnyűiparból áll. A megye mezőgazdasági gépgyárral, építőanyaggyárral, élelmiszeripari üzemmel, textilgyárral, varróüzemmel, bőrgyárral, vegyipari üzemmel, gyógyszergyárral és papírgyárral is rendelkezik. A megye kb. 9%-a termőföld, itt búzát, kukoricát, burgonyát, kínai kelt, és jégcsapretket termesztenek. Az állattartás minimális, kecskéket illetve szárnyasokat tenyésztenek.

## Oktatás
50 oktatási intézménynek ad otthont, közülük a legfontosabb a Phungszo (P'ungsŏ) Mezőgazdasági és Erdészeti Főiskola. Számos könyvtárral, és sportpályával is rendelkezik.

## Egészségügy
Közel 30 kórházzal, illetve orvosi rendelővel, illetve három szanatóriummal rendelkezik.

## Közlekedés
Phungszo (P'ungsŏ) megyét Hjeszan (Hyesan), illetve Dél-Hamgjong (Hamgyŏng) tartomány Pudzson (Pujŏn) megyéje felől vasúttal, illetve közutakon lehet megközelíteni.